# تحصیل شیرنگل
تحصیل شیرنگل (به انگلیسی: Sheringal) یک تحصیل در پاکستان است که در خیبر پختونخوا واقع شده‌است.